# 오드뤼사이 왕국
오드뤼사이 왕국(고대 그리스어: Βασίλειον Ὀδρυσῶν)는 기원전 5세기에서 3세기 사이에 트라키아인 부족을 통합한 나라이다. 이 나라의 영토는 대체로 오늘날 불가리아에 있었으며, 루마니아 북부 도브루자 일부, 북부 그리스 일부, 오늘날 터키 동트라키아로 진출하였다. 나중에 세우테스 3세가 수도를 세우테폴리스로 옮겼다.